# Ninken Tennō
Ninken Tennō (仁賢天皇?) fue el vigésimo cuarto emperador del Japón, según el orden tradicional de sucesión. No existen pruebas suficientes acerca de este emperador o de su reinado, pero se cree que gobernó el país a finales del siglo V.

## Datos biográficos
Antes de acceder al trono, su nombre era Oke-no-mikoto. Cuando se extinguió la línea principal de la casa imperial en la persona del Emperador Seinei, fueron llamados a la sucesión dos príncipes nietos del Emperador Richū. Según el Kojiki, primero ascendió al trono Woke-no-mikoto con el nombre de Emperador Kenzō, a pesar de ser el menor. Sin embargo su reinado fue breve y le sucedió su hermano. Tuvo su palacio en Hirotaka, en la región de Iso-no-kami.
De su matrimonio con la princesa Kasuga-no-ō-iratsume, hija de Yuryaku Tennō, tuvo descendencia:
- Princesa Taka-gi
- Princesa Takara
- Princesa Kusubi
- Princesa Tashiraka De Japòn, casada después con Keitai Tennō.
- Príncipe Oo-hatsuse-no-wasazaki, que sucedería en el trono con el nombre de Buretsu Tennō.
- Princesa Ma-waka-no-miko

Con Nuka-no-wakugo, hija de Hatsuma, señor de Wani tuvo a:
- Princesa Kasuga-no-oda